# Suchdol (Vavřinec)
Suchdol je vesnice, část obce Vavřinec v okrese Blansko. Nachází se asi 1 km na jih od Vavřince. Je zde evidováno 89 adres. Trvale zde žije 177 obyvatel.
Poprvé se Suchdol uvádí na soupisu blanenského panství z let 1317 - 1318.
Suchdol leží v katastrálním území Suchdol v Moravském krasu o rozloze 5,32 km2.
Součástí Suchdola byla osada Nové Dvory, která se v roce 2018 stala evidenční částí obce Vavřinec.

## Fotogalerie

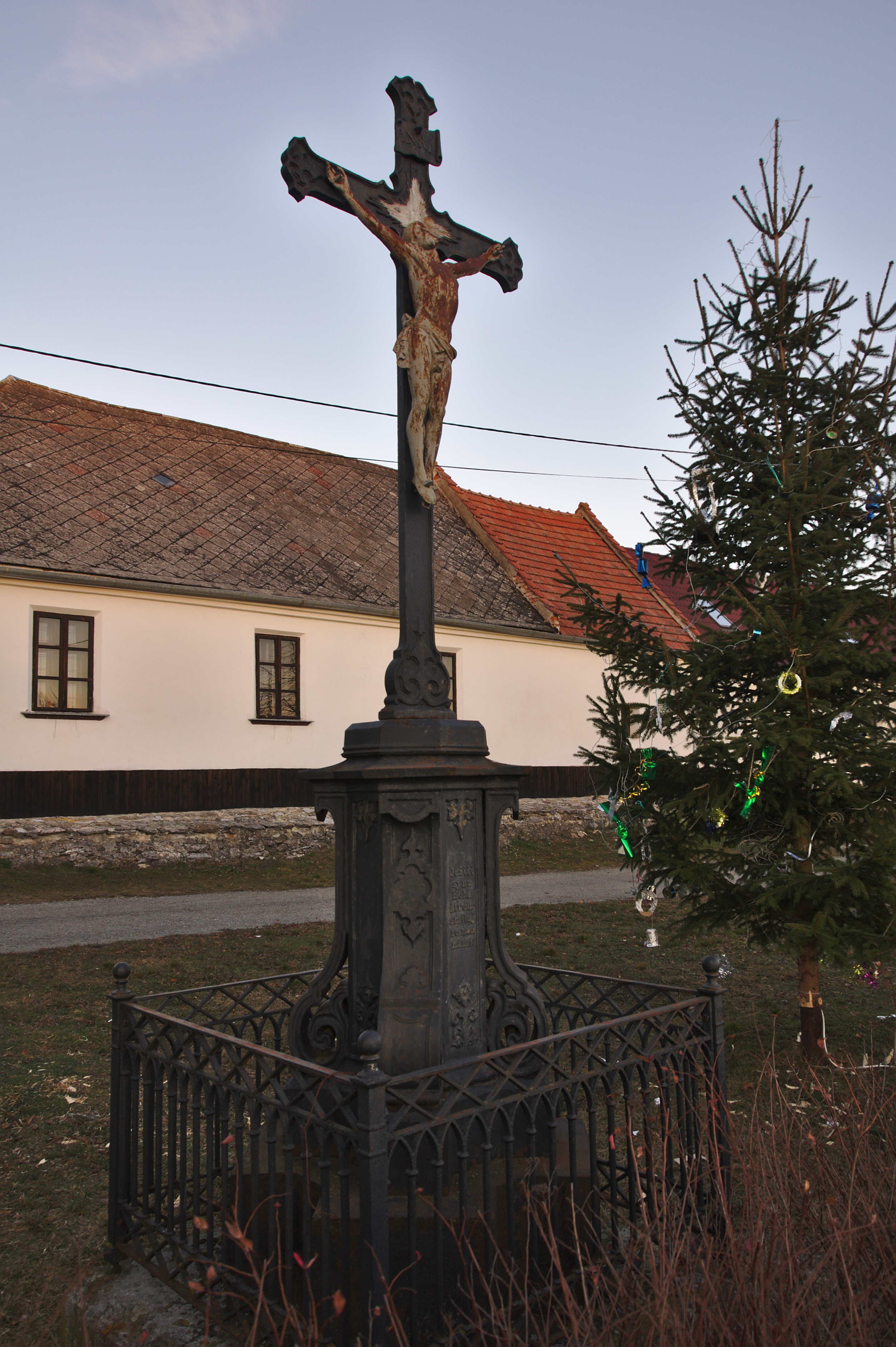
Kříž před kaplí
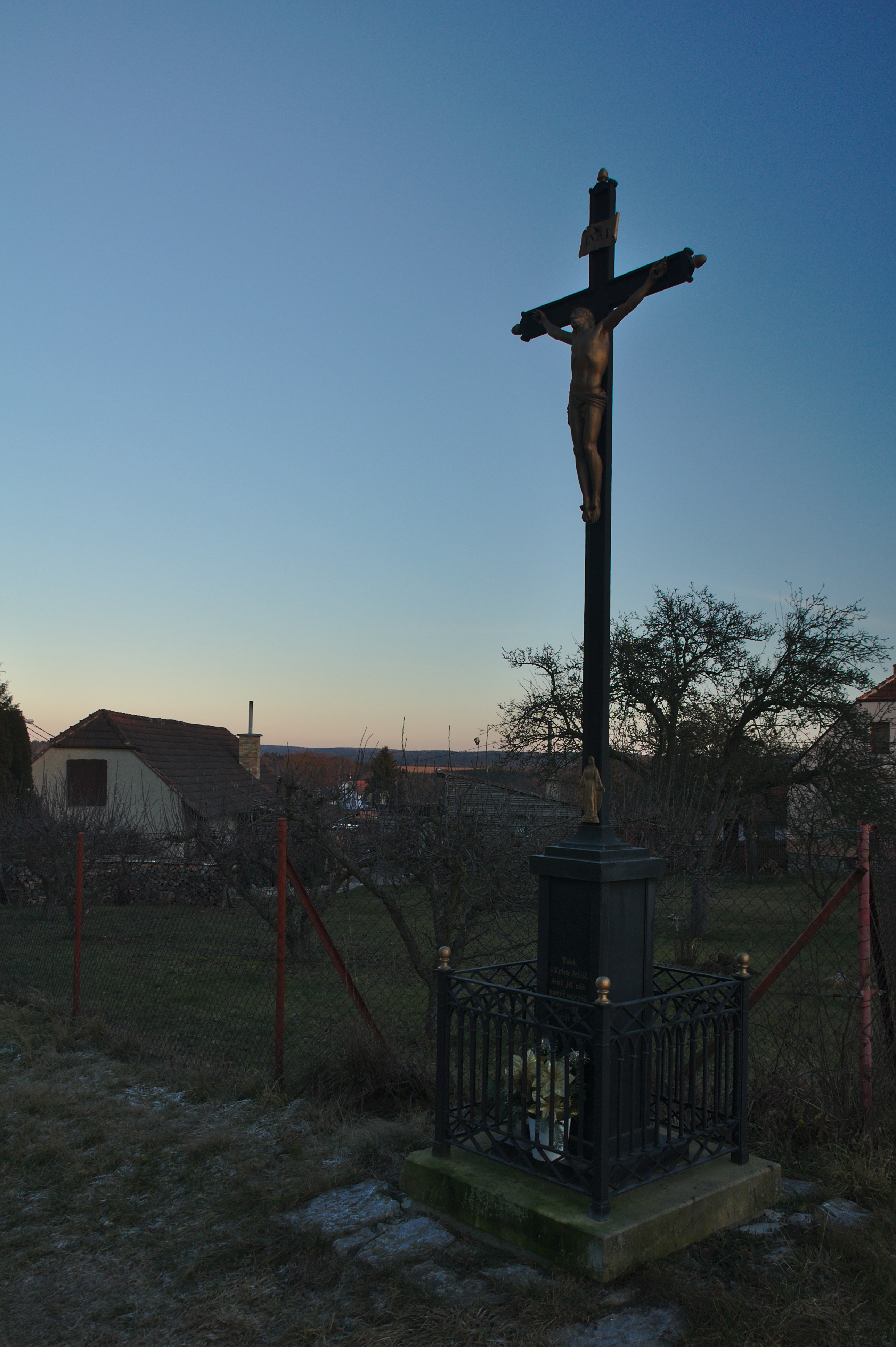
Kříž v západní části obce
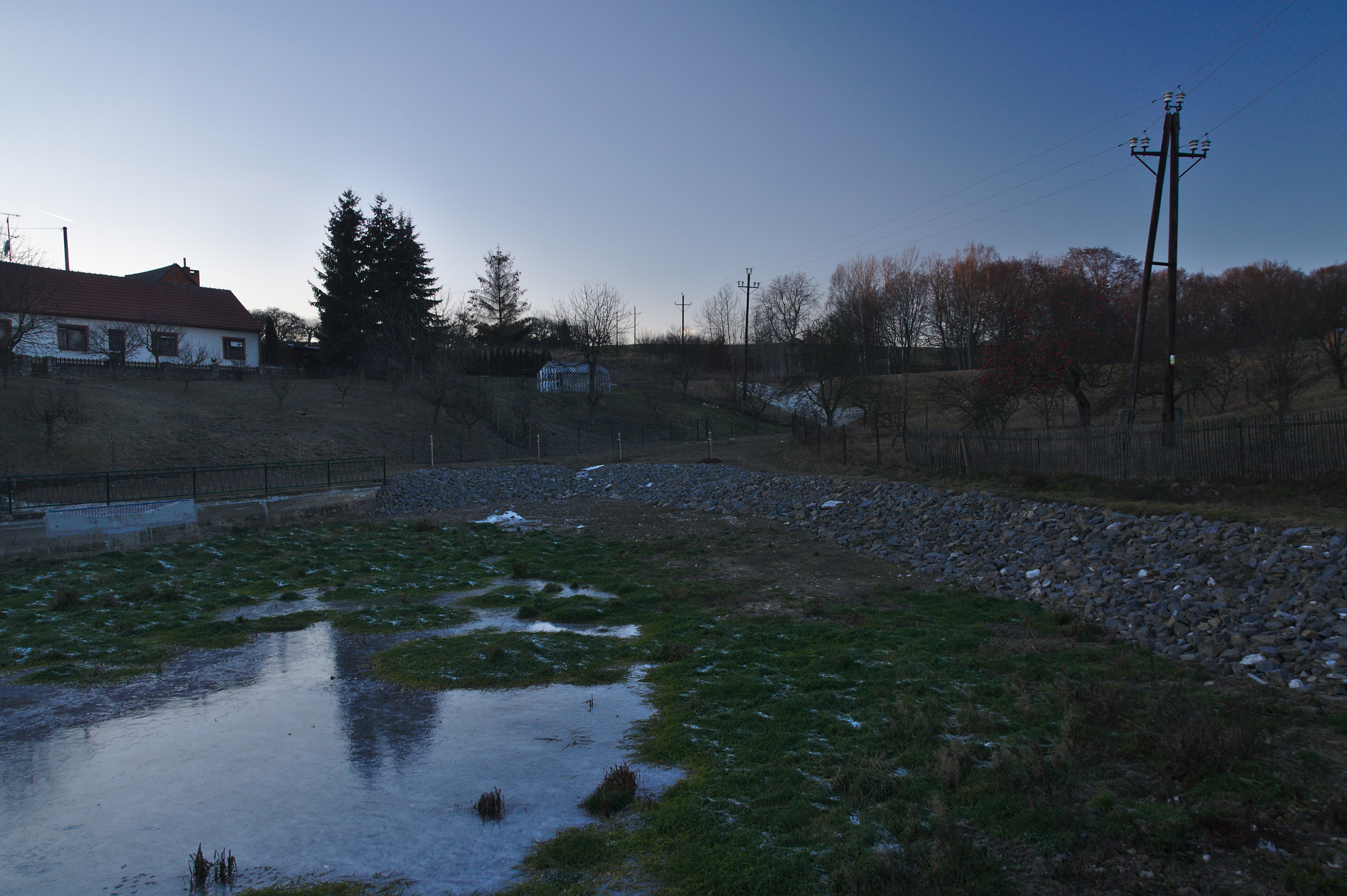
Rybník na návsi
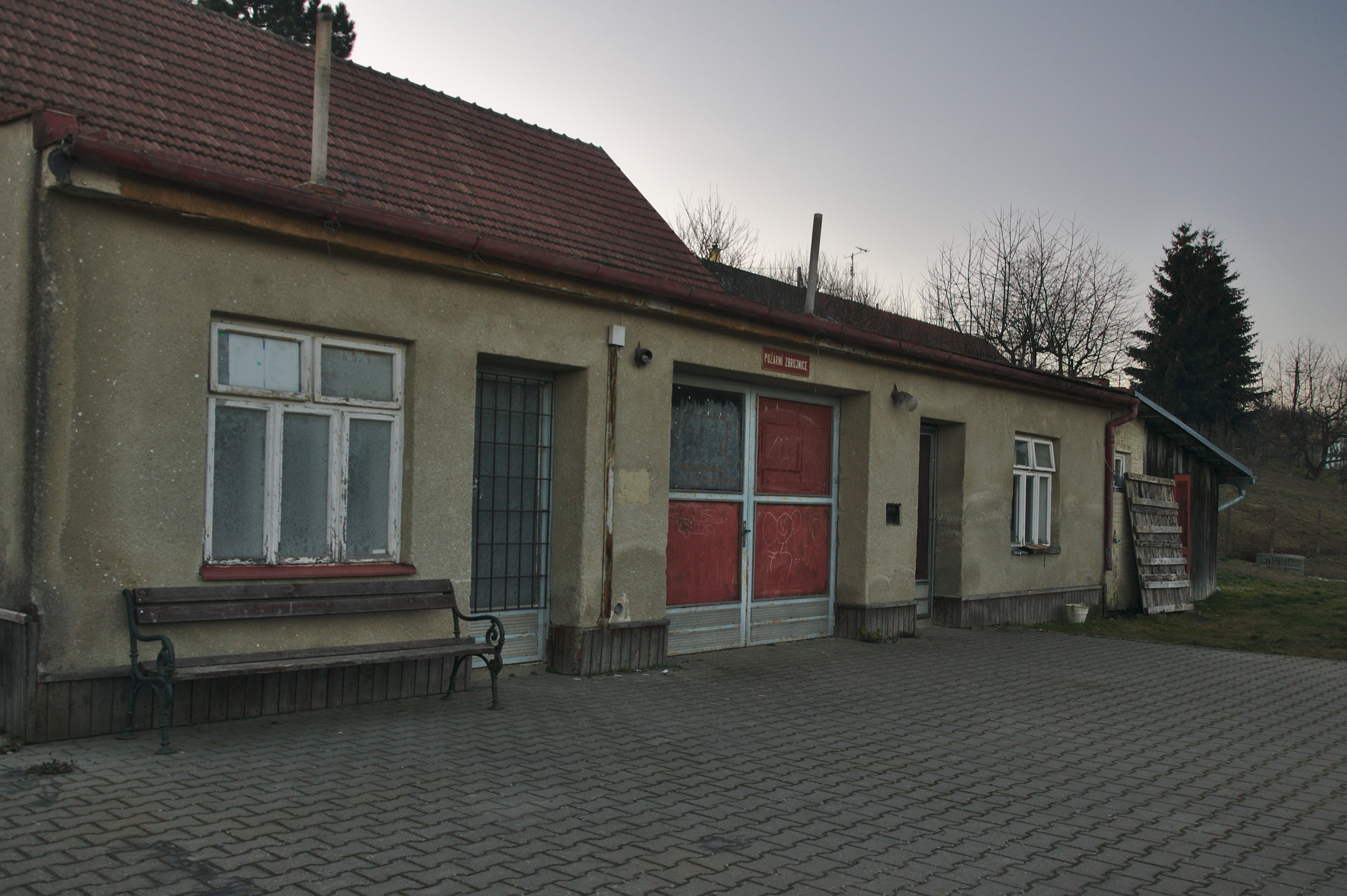
Hasičská zbrojnice
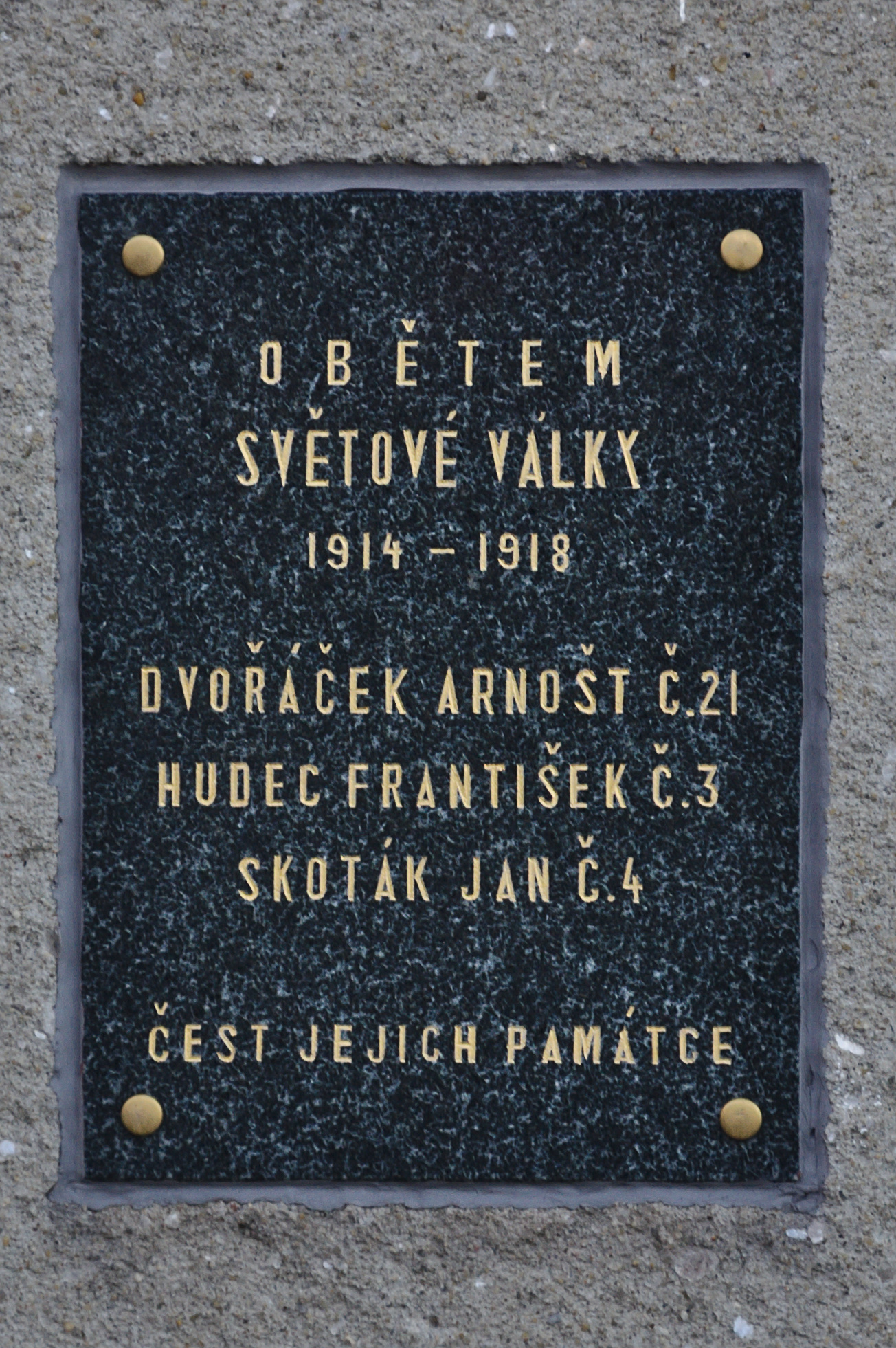
Pamětní plaketa obětem první světové války na zdi hasičské zbrojnice
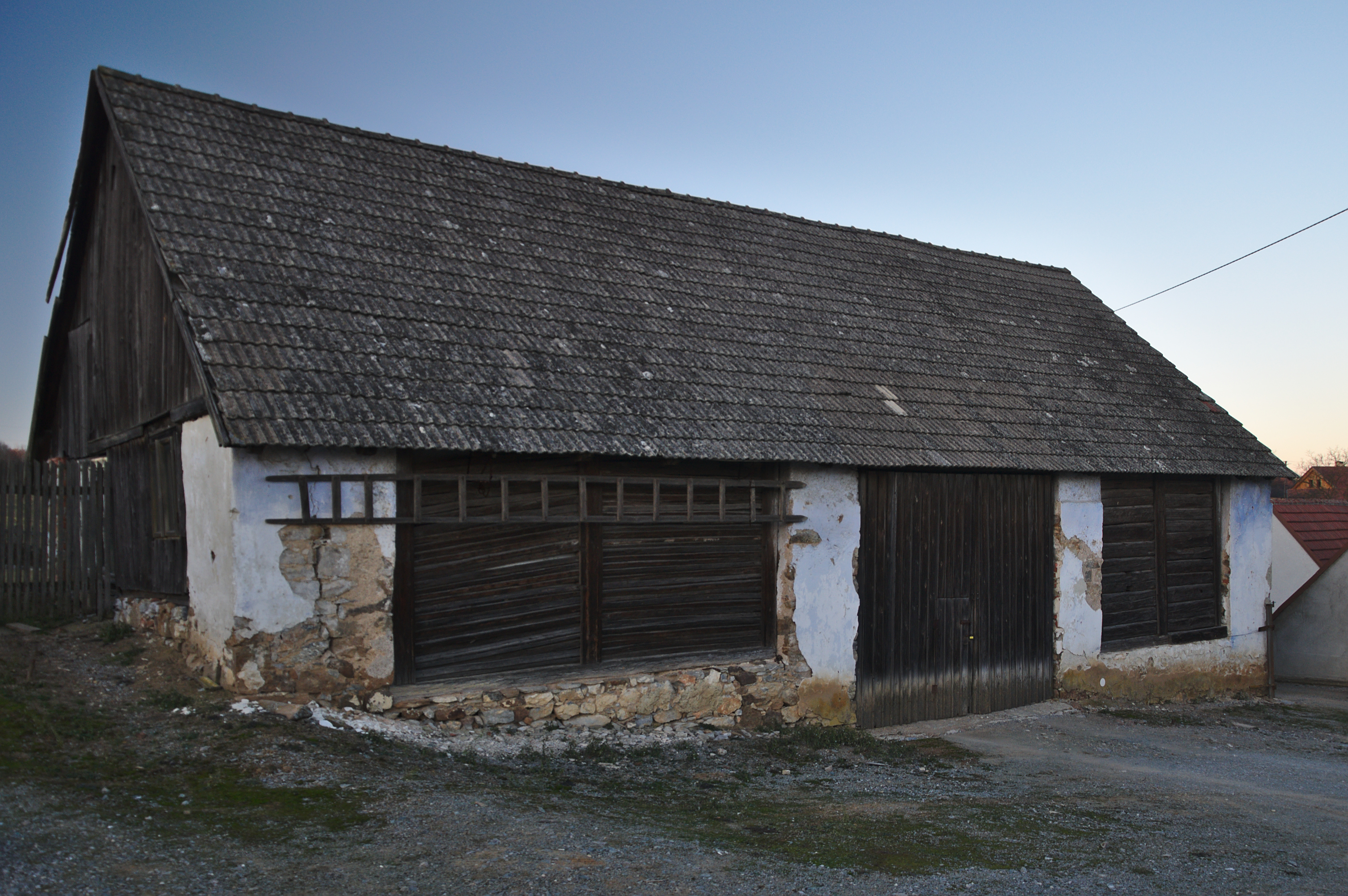
Stará stodola v obci
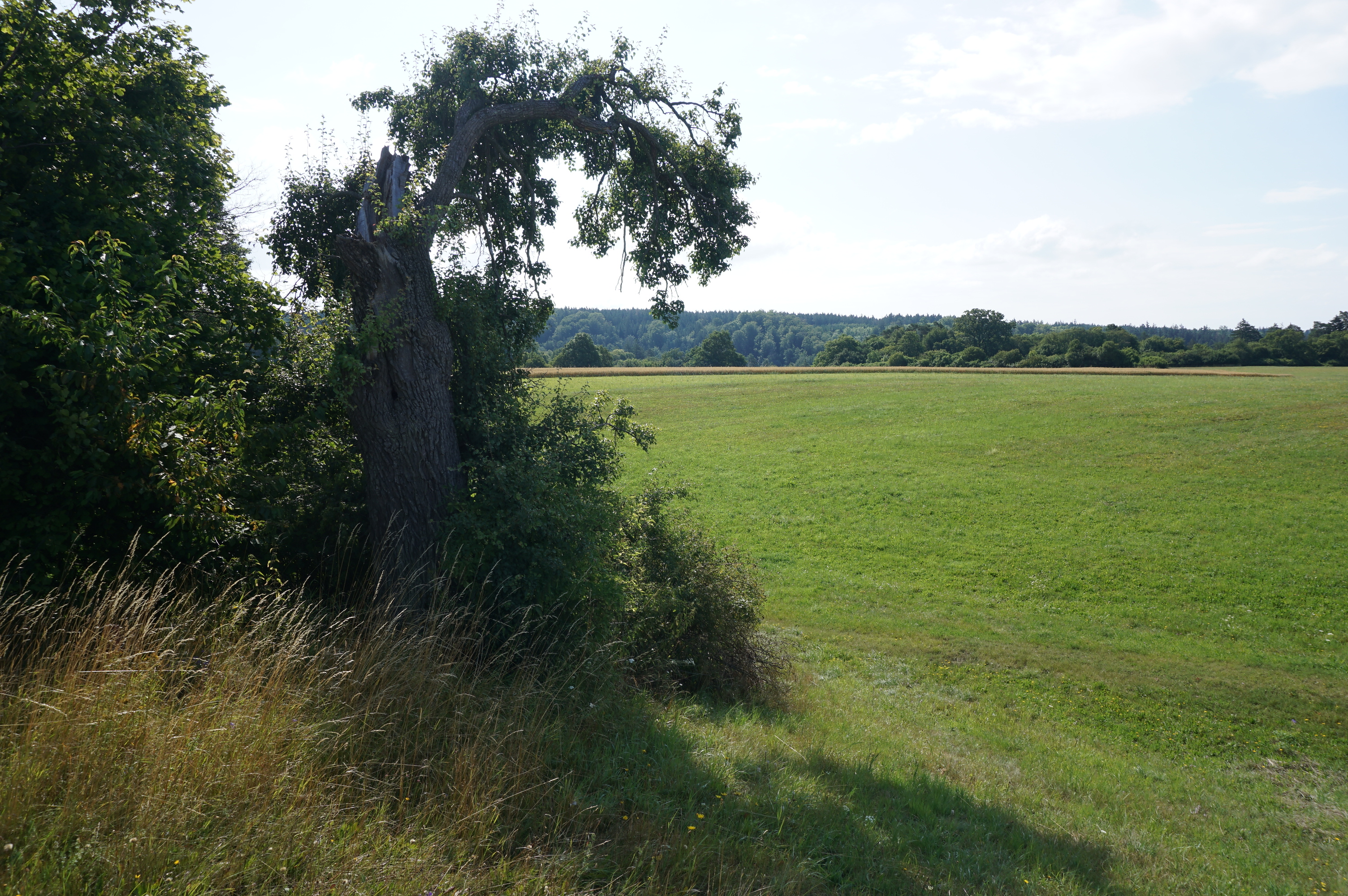
Památná hrušeň u Zouharova závrtu
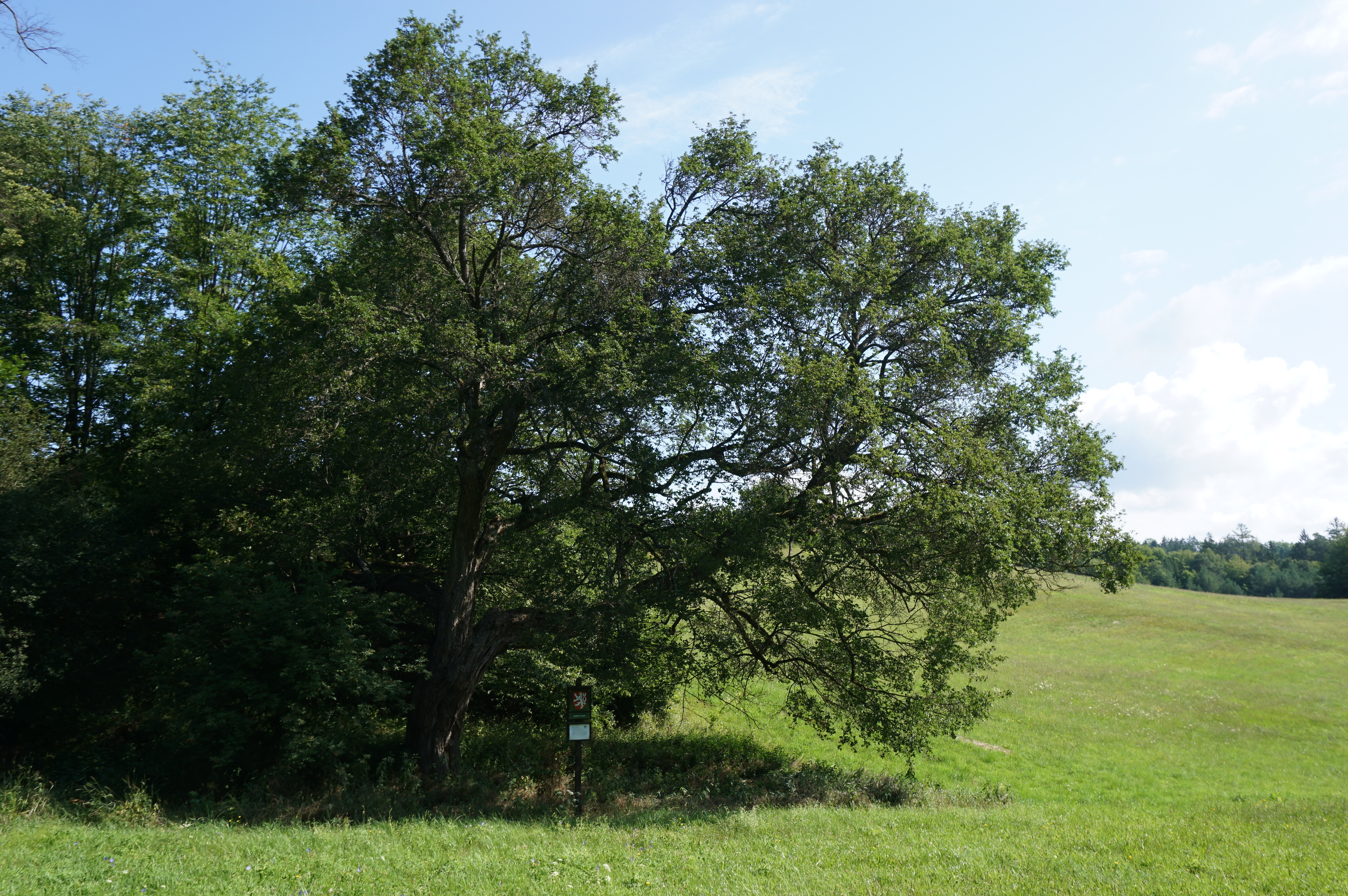
Památný javor babyka východně od vsi
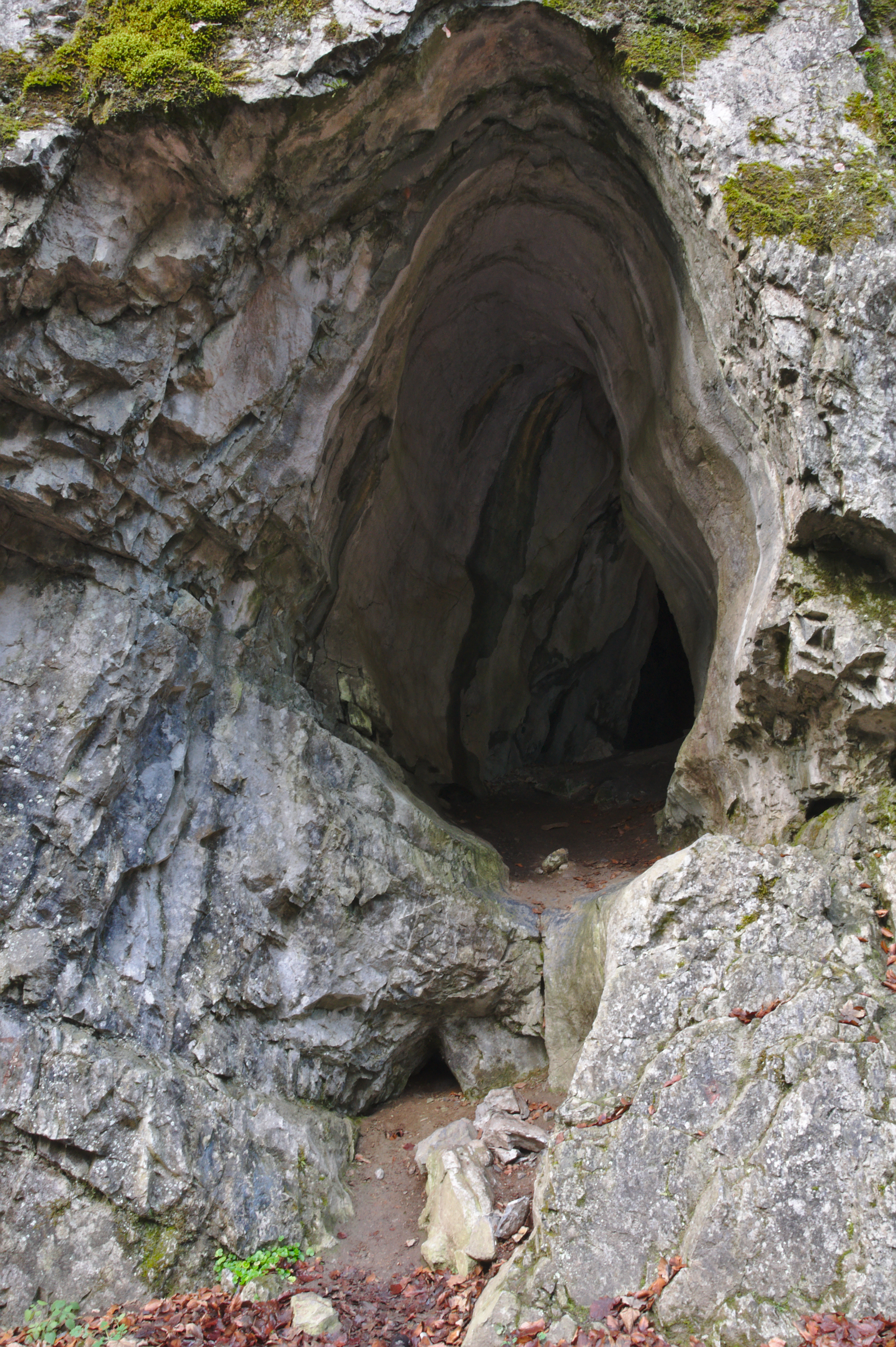
Čertova kazatelna v Pustém žlebu